# Argelia (Valle del Cauca)
Argelia es un municipio colombiano localizado en el norte del Valle del Cauca.

## Vías de comunicación

### Terrestres
La red vial del municipio es compleja, se encuentran numerosas vías que conducen desde el casco urbano hasta diferentes puntos en el territorio, formándose circuitos viales que facilitan el intercambio de productos agropecuarios y de mercaderías, como se puede ver en la tabla contigua.
Esta red, aunque con buena cobertura, no presenta buen estado ni mantenimiento, motivos por los cuales es frecuente que durante las épocas de invierno se presenten deslizamientos o daños en las vías por acción del agua, como se consignó en el capítulo de amenazas naturales. 

## Símbolos

#### Himno
| :Letra y Música: Fidel Alirio Vallejo Londoño Argelinos marchemos altivos ya labramos la fértil montaña ya se ve el porvenir a lo lejos de grandeza, progreso y amor. Cultivemos la ciencia y el arte y el orgullo de nuestros abuelos muchos paisas de raza bravía defendiendo la fe con valor. Coro: Unidos por la raza y con los mismos fines seremos de este valle el más bello rincón Haremos de esta Argelia un lindo paraíso donde todo el llega se mira con amor. Trabajemos en bien de la Patria no dejemos crecer la ignorancia y seremos los grandes triunfantes de un mañana repleto de paz. Sentiremos la gloria cercana de este pueblo gentil y valiente que venciendo los crueles escollos ya se siente grandioso y capaz. | coro: Unidos por la raza y con los mismos fines seremos de este valle el más bello rincón Haremos de esta Argelia un lindo paraíso donde todo el llega se mira con amor. somos fuerza pujante y grandiosa que sentimos el valle del cauca y miramos con fe y optimismo un pasado muy digno de amar nuestro pueblo trabaja orgulloso defendiendo la fe y la justicia para ver nuestro sueños cumplidos nuestro máximo lema es luchar coro: Unidos por la raza y con los mismos fines seremos de este valle el más bello rincón Haremos de este Argelia un lindo paraíso donde todo el llega se mira con amor. |

## Geografía
Argelia, es un municipio colombiano, ubicado al noroccidente del departamento del Valle del Cauca, sobre las estribaciones de la Cordillera Occidental, es una población cafetera y panelera con sus fincas de cultivo y abundancia en sus aguas.
Está situado en un eje de ciudades intermedias y de gran importancia, como Cartago que alberga las entidades estatales que prestan servicio a los municipios del Norte del Valle del Cauca; Pereira, la capital del departamento de Risaralda, y Armenia, la capital del departamento del Quindío.
La mayoría del territorio de Argelia es montañoso y su relieve forma parte de la Cordillera Occidental de los Andes colombianos, destacándose los altos de Montebonito y Tarritos. Todas sus tierras corresponden al piso térmico medio y están regadas por el río Las Vueltas y las quebradas Aguasucia, Esmeralda, Montecristo y otras menores.

### Descripción física
La mayor parte del territorio es Montañoso. 
El área total del Municipio es de 87 km² transformado en hectáreas es aproximadamente 8.700 has. 
En términos geográficos se encuentra localizado a 40° 44´ Latitud Norte y 76° 7´25´´ Longitud W.
Límites del Municipio:
- Norte: municipio de El Cairo y Ansermanuevo
- Sur: municipio de Versalles
- Oriente: municipio de Toro
- Occidente: municipio de El Cairo

### Ubicación
El municipio de Argelia, se encuentra ubicado en el Departamento del Valle del Cauca, Colombia, Sudamérica, a 385 km de la capital de la República, Bogotá DC, y a 224,9 km de la ciudad de Santiago de Cali, capital del Departamento.
En términos geográficos se encuentra localizada a 40° 44´ Latitud Norte y 76° 7´ 25´´ Longitud Oeste. La cabecera del municipio se encuentra ubicada a una altitud de 1560  m s.n.m. y su temperatura media es de 20 °C. 
Posee vías de comunicación terrestre, por medio de las cuales se comunica con los municipios adyacentes y ciudades del resto del país.

## División Político-Administrativa
Además de su Cabecera municipal. Argelia tiene bajo su jurisdicción los siguientes Centros poblados:
- El Raizal
- La Aurora

## Historia
Fecha de fundación: 22 de marzo de 1904
Reseña histórica:
Los indios Gorrones, feroces guerreros, pertenecientes al conjunto de pueblos Caribes, fueron los primeros pobladores que se conocen de esta región, y habitaban la banda occidental del río Cauca. Estas tierras fueron escenario de numerosos combates entre las grandes familias aborígenes, como los Quimbayas, los Pijaos y los propios Gorrones.
A finales del siglo XIX (entre 1898 y 1900) colonizadores del Viejo Caldas, Antioquia y Tolima, llegaron a estas tierras, y se instalaron en las montañas de la Cordillera Occidental perteneciente a los Andes de Colombia, del Municipio de Toro, construyeron sus viviendas y a ese sitio lo llamaron inicialmente Agua Mona y después Medellíncito. El presbítero Manuel de Jesús Maza propone cambiar el nombre al de ARGELIA, lo cual fue aceptado y se llevó a cabo una ceremonia especial para proclamar dicho nombre.  Argelia tiene como fecha de fundación, el 22 de marzo de 1904.
Por el año 1945, Argelia ya era un corregimiento próspero, de la selva poco quedaba y muchas familias poseían parcelas.
La creación del Municipio de Argelia, se remonta hacia el año 1956 el cual fue erigido mediante la Ordenanza N.º 19 de 15 de diciembre de 1956, emitida por El Concejo Administrativo del Departamento del Valle del Cauca.
A la población se da el apelativo de “El Palacio de la Cordillera”.

## Economía
Basa su economía en la agricultura y la ganadería, sobresaliendo los cultivos de café, plátano, caña panelera, fríjol, maíz y banano, además de hortalizas como el tomate y frutas en general, en los que sobresale el lulo.
Hoy día se viene cultivando en gran proporción el Aguacate y el cacao, los cuales representan una salida muy importante del producto y por ende buenos resultados económicos para los campesinos y el comercio del municipio.
El mercadeo de los productos se hace a través de diferentes asociaciones municipales, intermediarios y algunos particulares que manejan compra - venta de café. Para los demás productos la comercialización se realiza con las plazas de mercado de Cartago, Pereira, Zarzal y Cali, así como intermediarios de la zona; la comercialización de plátano se realiza principalmente a través de la Asociación de productores agropecuarios de Argelia (Asproagro) y otros comercializadores particulares.  Para los demás productos la comercialización se realiza con las plazas de mercado de Cartago y Pereira, así como intermediarios de la zona. Facilita la comercialización el hecho de disponer de una malla vial, cuya comunicación primero con la cabecera municipal, que sin ser la mejor, aporta gran facilidad para el transporte de los productos de la zona rural, así como la comunicación por vía pavimentada a la ciudad de Cartago y municipios vecinos El Cairo, Ansermanuevo y etc.
Es de gran importancia tener en cuenta al futuro la construcción y adecuación de la carretera Intercordillerana, que comunicará por vía pavimentada con el municipio de Versalles y de allí se plantea realizar un corredor vial con salida al puerto de Buenaventura, sobre el Océano Pacífico.

## Turismo

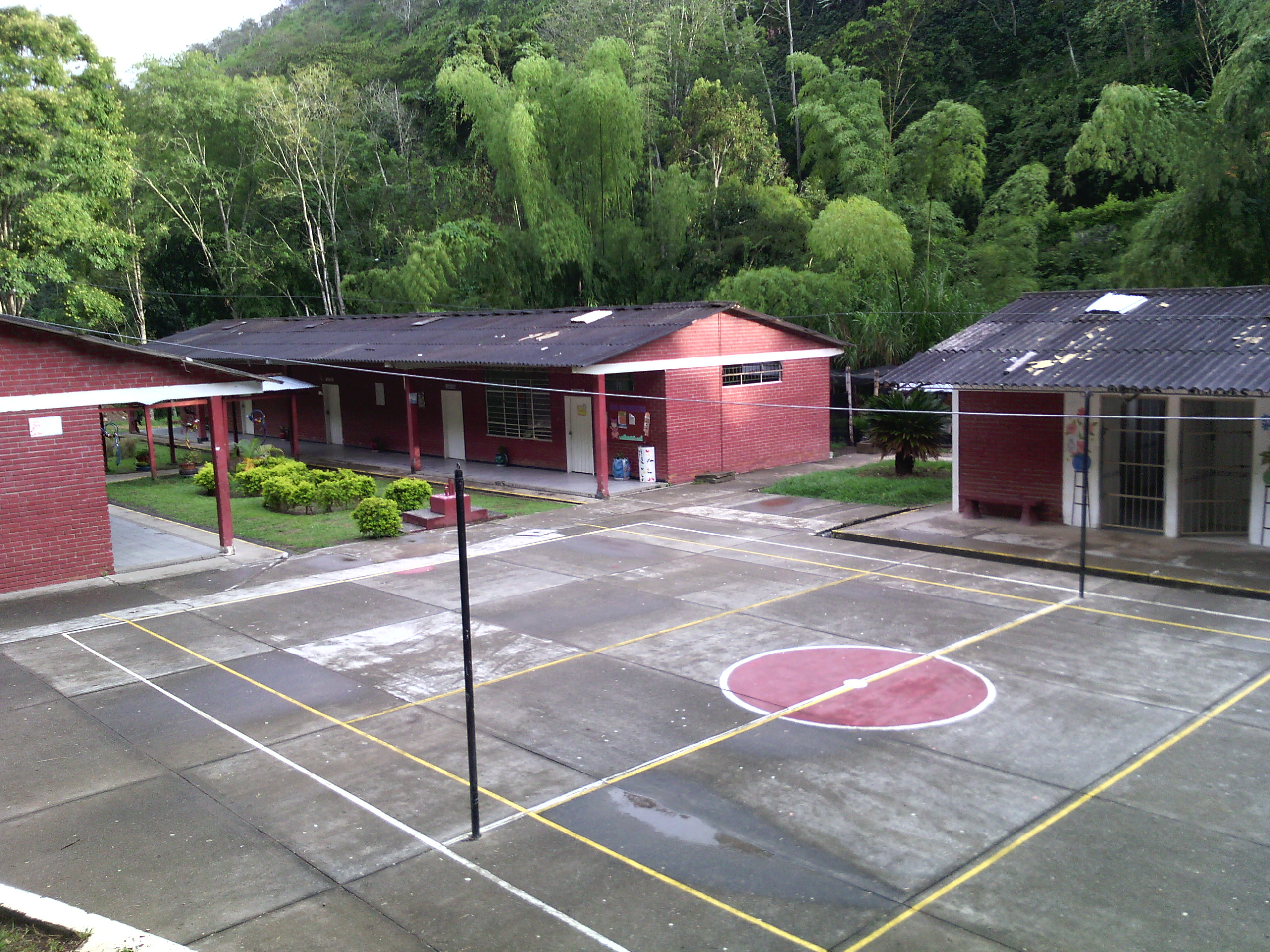
Institución Educativa Santiago Gutiérrez Ángel.

Entre los lugares de interés están la plaza principal Simón Bolívar; la iglesia Nuestra Señora del Carmen; la Casa de la Cultura Guillermo Zapata Ospina que incluye una muestra arqueológica, un auditorio y la biblioteca municipal; el Parque Recreacional, sitio de sano esparcimiento que cuenta con una piscina para adultos y dos piscinas para niños, cancha múltiple de baloncesto, voleibol, microfútbol, un kiosco para encuentros como reuniones o fiestas, zonas verdes para camping; La Cruz, sitio de recogimiento en Semana Santa y mirador turístico de la parte paisajística de Argelia; el Estadio Municipal Germán Velásquez Caro,  en este espacio se desarrollan encuentros deportivos con municipios vecinos, torneos municipales, y además la Institución educativa Santiago Gutiérrez Ángel, dicho plantel es el más grande del municipio y su educación se basa en lo agropecuario
También, para mencionar la visita al río las Vueltas, que es un lugar acogedor y de esparcimiento para todas las familias argelinas y turistas; el Mirador Palo Solo donde se pueden ver aves, ardillas, armadillos, lagartijas, mariposas y muchas más especies, y tiene una imponente vista hacia las montañas de la Cordillera Occidental y al parque ecológico Sendero de los Pinos, desde este mirador en días soleados en el plano del valle, se divisan municipios del Norte del Valle tales como Ansermanuevo, Cartago, etc., y el resguardo de la Comunidad Indígena Bania Chamí, conformada por 200 familias aproximadamente, ubicado en la vereda: La Soledad, a una hora de distancia de la cabecera municipal, ellos utilizan el dialecto: Embera, y su sustento diario, se basa en plátano, banano, huertas caseras y su principal producto, la caña panelera, la cual transforman en el trapiche que poseen en la comunidad, siendo uno de los trapiches con mejor montaje a nivel del municipio.
Celebraciones: 
El 9 de julio de 2011 se institucionalizó el Día de la Arriería, es cuando el municipio celebra en grande nuestras raíces arrieras. Con la participación de los arrieros más antiguos del municipio.